# Cryptoplax plana
Cryptoplax plana is een keverslakkensoort uit de familie van de Cryptoplacidae. De wetenschappelijke naam van de soort is voor het eerst geldig gepubliceerd in 1967 door Ang.